# Péninsule de Virginie
La péninsule de Virginie est une péninsule du sud-est de l'État de Virginie. Elle est bordée par les fleuves York (nord) et James (sud), ainsi que l'Hampton Roads (sud-est) et la baie de Chesapeake (est).
Le village de Jamestown y fut fondé en 1607 par des Européens.